# شلال أحمد آوا

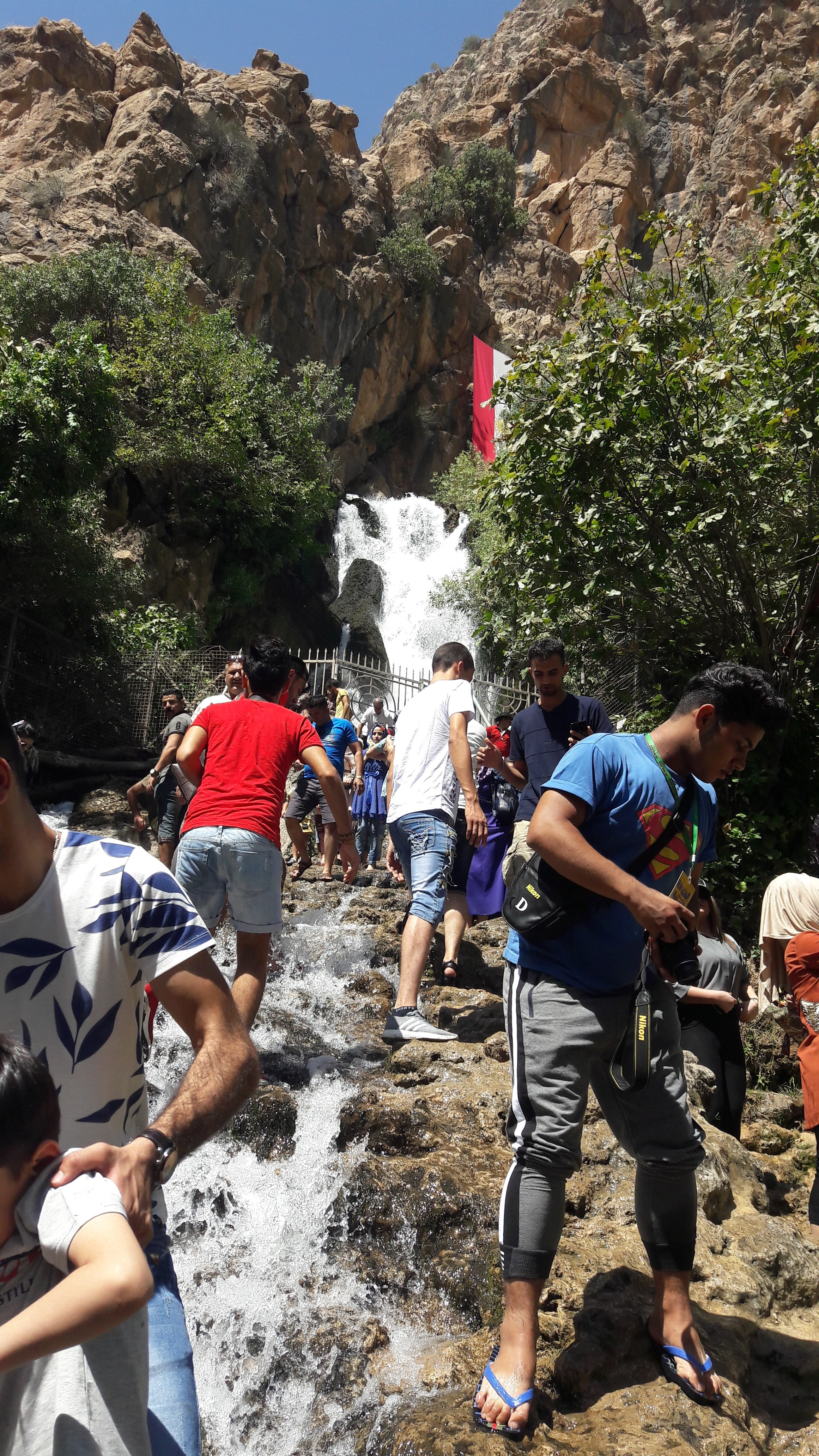
سياح عند شلال أحمد آوا في محافظة السليمانية في كردستان العراق

شلال أحمد آوا هو شلال يقع في منطقة أحمد آوا الموجودة في وادي زه لم قرب ناحية  قضاء حلبجه خورمال شرق مدينة السليمانية في كردستان العراق، وينتج هذا الشلال من اندفاع مياه نهر زه لم من جبل هورامان مشكلاً «مصيف أحمد آوا» الذي يعد من أهم وأجمل المصايف في محافظة السليمانية. وتوجد في المنطقة آثار الأمير خان أحمد خان أحد أبرز الأمراء الأردلانيون ومنها بقايا قلعته وقد حملت المنطقة والمصيف اسم هذا الأمير.

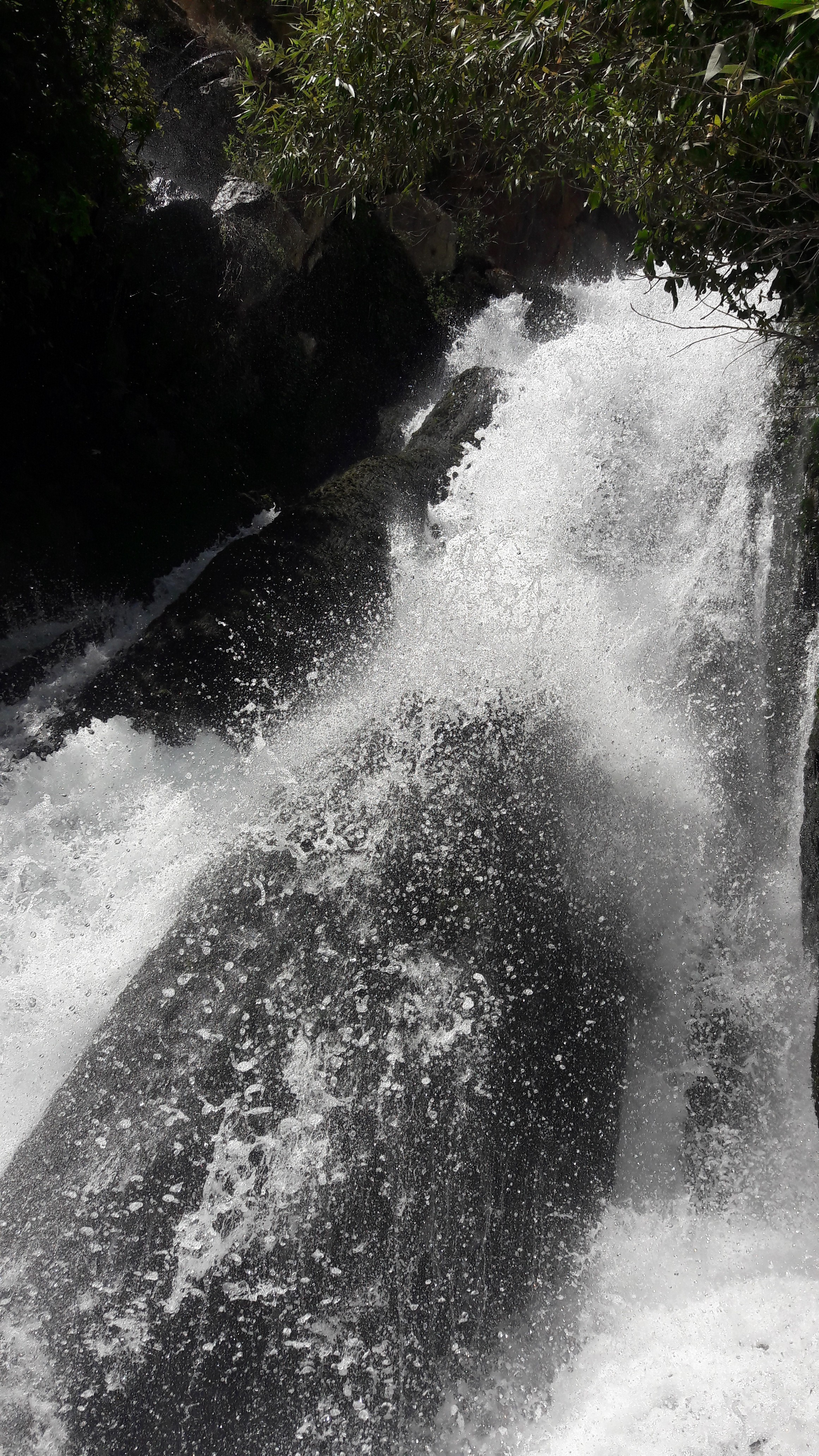
شلال احمد آوا

## وصلات خارجية
- حمد آوا | كوردستان المدهشة - الموقع الرسمي للسياحة في كوردستان